# Молодіжний чемпіонат світу з хокею із шайбою 1977
Молодіжний чемпіонат світу з хокею із шайбою 1977 (англ. 1977 World Junior Ice Hockey Championships) — перший офіційній чемпіонат світу з хокею серед молодіжних команд, який відбувався у Чехословаччині з 22 грудня 1976 року по 2 січня 1977 року.

## Підсумкова таблиця та результати
| М. |                |      | Канада | Чехословаччина | Фінляндія | Швеція | ФРН | США  | Польща | І | В | Н | П | Ш     | О     |
| -- | -------------- | ---- | ------ | -------------- | --------- | ------ | --- | ---- | ------ | - | - | - | - | ----- | ----- |
| 1. | СРСР           |      | 6:4    | 4:0            | 10:6      | 4:2    | 2:1 | 15:5 | 10:1   | 7 | 7 | 0 | 0 | 51:19 | 14:0  |
| 2. | Канада         | 4:6  |        | 4:4            | 6:4       | 5:3    | 9:1 | 8:2  | 14:0   | 7 | 5 | 1 | 1 | 50:20 | 11:03 |
| 3. | Чехословаччина | 0:4  | 4:4    |                | 2:3       | 4:2    | 8:2 | 5:2  | 9:0    | 7 | 4 | 1 | 2 | 32:17 | 09:05 |
| 4. | Фінляндія      | 6:10 | 4:6    | 3:2            |           | 4:5    | 4:1 | 6:3  | 8:2    | 7 | 4 | 0 | 3 | 35:29 | 08:06 |
| 5. | Швеція         | 2:4  | 3:5    | 2:4            | 5:4       |        | 5:0 | 5:8  | 6:5    | 7 | 3 | 0 | 4 | 28:30 | 06:08 |
| 6. | ФРН            | 1:2  | 1:9    | 2:8            | 1:4       | 0:5    |     | 4:3  | 9:2    | 7 | 2 | 0 | 5 | 18:33 | 04:10 |
| 7. | США            | 5:15 | 2:8    | 2:5            | 3:6       | 8:5    | 3:4 |      | 2:2    | 7 | 1 | 1 | 5 | 25:45 | 03:11 |
| 8. | Польща         | 1:10 | 0:14   | 0:9            | 2:8       | 5:6    | 2:9 | 2:2  |        | 7 | 0 | 1 | 6 | 12:58 | 01:13 |

## Бомбардири
| М | Гравець          | Збірна         | Г  | П | О  |
| - | ---------------- | -------------- | -- | - | -- |
| 1 | Дейл Маккурт     | Канада         | 10 | 8 | 18 |
| 2 | Джон Андерсон    | Канада         | 11 | 5 | 16 |
| 3 | Ігор Ромашин     | СРСР           | 6  | 6 | 12 |
| 4 | Юга Юрккіо       | Фінляндія      | 7  | 4 | 11 |
| 5 | Олексій Фроліков | СРСР           | 6  | 5 | 11 |
| 6 | Ерккі Лейне      | Фінляндія      | 5  | 4 | 9  |
| 7 | Джо Контіні      | Канада         | 4  | 5 | 9  |
| 7 | Герд Трунчка     | ФРН            | 4  | 5 | 9  |
| 9 | Дейл Гантер      | Канада         | 6  | 2 | 8  |
| 9 | Ярослав Корбела  | Чехословаччина | 6  | 2 | 8  |

## Нагороди
Найкращі гравці, обрані дирекцією ІІХФ
- Найкращий воротар:  Ян Грабак
- Найкращий захисник:  В'ячеслав Фетісов
- Найкращий нападник:  Дейл Маккурт

Команда усіх зірок, обрана ЗМІ
- Воротар:  Олександр Тижних
- Захисники:  Рісто Сілтанен —  В'ячеслав Фетісов
- Нападники:  Дейл Маккурт —  Ігор Ромашин —  Бенгт Оке Густафссон

## Переможці
Склад збірної СРСР:
- воротарі — Олександр Тижних[ru] (ЦСКА), Сергій Мильников («Трактор»);
- захисники — В'ячеслав Фетісов (ЦСКА), Ірек Гімаєв[de] («Салават Юлаєв»), Володимир Зубков[ru] («Спартак»), Костянтин Макарцев (СКА), Сергій Стариков («Трактор»), Василь Паюсов[ru] («Динамо» Москва), Михайло Сліпченко («Динамо» Мінськ);
- нападники — Ігор Ромашин, Володимир Швецов, Ігор Капустін («Крила Рад»), Олексій Фроліков («Динамо» Москва), Сергій Макаров, Валерій Євстифеєв («Трактор»), Михайло Шостак («Динамо» Рига), Іван Авдєєв, Олександр Кабанов, Микола Наріманов (ЦСКА), Михайло Толочко («Сибір»).
- Тренери — Віталій Давидов, Віталій Єрфилов[1].